# Tuatha na Gael
Tuatha Na Gael è il primo full-length del gruppo Celtic metal irlandese Cruachan. Viene pubblicato nel 1995 e successivamente ripubblicato dalla Hammerheart Records nel 2001 con in più tre bonus track interamente tratte dal demo Promo'97.

## Tracce
1. I Am Tuan – 2:23
2. The First Battle of Moytura – 7:45
3. Maeves' March – 3:32
4. Fall of Gondolin – 8:04
5. Cúchulainn – 7:05
6. Taín Bó Cuailgne – 8:45
7. To Invoke the Horned God – 6:13
8. Brian Boru – 4:40
9. To Moytura We Return – 8:24
10. Return (Bonus Track) – 6:33
11. Erinsong (Bonus Track) – 4:54
12. Óró Sé Do Bheatha Abhaile (Bonus Track) – 3:44

## Formazione
- Keith O'Fathaigh -  chitarra elettrica, voce, mandolino, bodhrán
- Leon Bias - chitarra acustica, mandolino, bouzouki
- John Clohessy - basso
- Collete O'Fathaigh - tastiere
- John O'Fathaigh - flauto irlandese
- Jay O'Niell - batteria, percussioni

Ospiti
- Niamh Hanlon - Uilleann Pipes
- Paul Kerns - Backing vocals (Tracce 2 e 5)